# Хосе Франсіско Севальйос
Хосе Франсіско Севальйос Вільявісенсіо (ісп. José Francisco Cevallos Villavicencio, нар. 17 квітня 1971, Анкон, Еквадор) — еквадорський футболіст, що грав на позиції воротаря. Виступав за національну збірну Еквадору.
Володар Кубка Лібертадорес.

## Клубна кар'єра
У дорослому футболі дебютував 1989 року виступами за команду клубу «Молінера».
Своєю грою за цю команду привернув увагу представників тренерського штабу клубу «Барселона» (Гуаякіль), до складу якого приєднався 1990 року. Відіграв за гуаякільську команду наступні чотирнадцять сезонів своєї ігрової кар'єри. Більшість часу, проведеного у складі гуаякільської «Барселони», був основним голкіпером команди.
Згодом з 2005 по 2007 рік грав у складі команд клубів «Онсе Кальдас» та «Депортіво Асогес».
Завершив професійну ігрову кар'єру у клубі «ЛДУ Кіто», за команду якого виступав протягом 2008—2011 років.

## Виступи за збірну
1994 року дебютував в офіційних матчах у складі національної збірної Еквадору. Протягом кар'єри у національній команді, яка тривала 17 років, провів у формі головної команди країни 89 матчів.
У складі збірної був учасником розіграшу Кубка Америки 1995 року в Уругваї, розіграшу Кубка Америки 1997 року в Болівії, розіграшу Кубка Америки 1999 року в Парагваї, розіграшу Кубка Америки 2001 року в Колумбії, розіграшу Золотого кубка КОНКАКАФ 2002 року в США, чемпіонату світу 2002 року в Японії та Південній Кореї.

## Особисте життя
Сином Хосе Франсіско Севальйоса є Хосе Севальйос Енрікес, який грає на позиції півзахисника в клубі «Емелек» та збірній Еквадору.

## Досягнення
- Чемпіон Еквадору (4):

«Барселона»: 1991, 1995, 1997
«ЛДУ Кіто»: 2010
- Володар Кубка Лібертадорес (1):

«ЛДУ Кіто»: 2008
- Переможець Рекопи Південної Америки (2):

«ЛДУ Кіто»: 2009, 2010
- Переможець Південноамериканського кубка (1):

«ЛДУ Кіто»: 2009